# ميخائيل نورتن (اقتصادي)
ميخائيل نورتن (بالإنجليزية: Michael Norton) هو اقتصادي وعالم نفس أمريكي، ولد في 17 أبريل 1975.